# フーバーブレイン
株式会社フーバーブレイン（英: Fuva Brain Limited）は、東京都千代田区紀尾井町に本社を置く情報セキュリティ企業。
会社名の「Fuva」とは「柔軟で（Flexible）」 「使いやすく（Usable）」 「有用で（Valuable）」 「近づきやすい（Accessible）」の略語。

## 概略
2001年5月に設立された株式会社アークンは、情報セキュリティサービスの開発・販売を手掛ける企業として誕生し、2015年12月、東京証券取引所マザーズ市場に上場した。
その後、2018年10月に「株式会社フーバーブレイン」へ社名変更し、2022年4月に東京証券取引所グロース市場に移行した。
現在、フーバーブレインは情報セキュリティサービスの開発・販売だけでなく、ウイルス対策とPC業務管理の保守の事業も手がけている。また、フーバーブレインの強みとする「情報トラッキング」に関する技術を、情報セキュリティの分野だけでなく、IoT、ビッグ・データ、人工知能（AI）、ロボットなどの先端技術などの幅広い分野で応用し、ビジネス展開していくことを目指している。

## 沿革
- 2001年5月 - 東京都千代田区神田須田町に「株式会社アークン」（資本金20百万円）を渡部章、蛭間久季、金山達来らによって設立
- 渡部章が代表取締役社長に就任
- 2003年6月 - データ暗号化ソリューション『Dataclasys Projectoffice』を販売開始
- 2004年1月 - 情報漏洩防止、データ・リスク管理ソリューション提供のためにImperva,Inc.（米国）と業務提携
- 2004年12月 - アンチマルウェアベンダーの Vision Power Cop.，Ltd.（韓国）と業務提携及び同社に資本参加
- 2005年6月 - 国産スパイウェアの研究開発強化に向けて、国内初のスパイウェアリサーチセンターを設立
- 2005年11月 - 総合的マルウェア対策を可能とする『Ahkun AntiMalware-V4』の販売開始。
- 2006年5月 - 『AntiMalware-ASP』が株式会社ぷららネットワークス(現株式会社NTTぷらら)が運営する『Business Plala』に採用
- 2010年11月 - 蛭間久季が代表取締役社長に就任
- 2013年10月 - 本社を東京都千代田区岩本町に移転
- 2015年12月 - 株式会社アークンが東京証券取引所マザーズ市場に上場
- 2016年1月 - 大阪オフィス開設
- 2017年5月 - 嶺村慶一が代表取締役社長に就任
- 2017年8月 - プライバシーマーク取得
- 2018年5月 - 『EX AntiMalware v7』の販売開始
- 2018年10月 - 輿水英行が代表取締役社長に就任
- 2018年10月 - 会社名を「株式会社アークン」から「株式会社フーバーブレイン」へ変更
- 2018年11月 - 本社を東京都千代田区紀尾井町に移転
- 2019年2月 - 新潟及び福岡オフィス開設
- 2019年7月 - 働き方改革支援製品『Eye“247″ Work Smart』の販売開始
- 2021年4月 - GHインテグレーション株式会社を子会社化
- 2022年4月 - 東京証券取引所グロース市場に移行
- 2022年11月 - 株式会社アド・トップを子会社化
- 2023年7月 - 投資子会社フーバー・インベストメント株式会社を設立
- 2023年11月 - 株式会社フーバー・クロステクノロジーズを共同設立
- 2024年2月 - 株式会社CONVICTIONを子会社化
- 2024年3月 - 株式会社クワッドマイナージャパンをグループ会社化
- 2024年9月 - 株式会社ARPEGGIOを子会社化
- 2024年10月 - イチアール株式会社を子会社化